# Sagaropsis longivitta
Sagaropsis longivitta är en fjärilsart som beskrevs av Felder 1874. Sagaropsis longivitta ingår i släktet Sagaropsis och familjen björnspinnare. Inga underarter finns listade.